# Crkva sv. Ivana Krstitelja u Bristivici
Crkva sv. Ivana Krstitelja, crkva u Bristivici, općina Seget, zaštićeno kulturno dobro

## Opis dobra
Crkva sv. Ivana Krstitelja u Bristivici kraj Trogira je pačetvorinasta građevina s kvadratnom apsidom, podignuta u kamenu u 15. st., a kasnije pregrađena i povišena. S južne strane crkve je mala kapela jednostrešnog krova. Na apsidalnom dijelu ostaci su zazidanih vrata starije romaničke crkve. Preslica na pročelju novijeg je datuma. Crkva se nalazi na groblju sa stećcima s tipičnim oznakama zanata. Temeljito je obnovljena nakon požara 1911.g. Unutrašnjost crkve je neraščlanjenih ožbukanih zidova, a apsida je pregrađena kasnobaroknim oltarom s oltarnom palom Krštenja Kristova. Iza oltara kroz dva bočna lučna nadvoja ulazi se u drugi dio apside koji služi kao sakristija.

## Zaštita
Pod oznakom Z-4700 zavedena je kao nepokretno kulturno dobro - pojedinačno, pravna statusa zaštićena kulturnog dobra, klasificirano kao "sakralna graditeljska baština".